# Kiiminki
Kiiminki este o fostă comună din Finlanda.